# 格施奈特
格施奈特是奥地利施蒂利亚州格拉茨城郊县的一个市镇。总面积29.82平方公里，总人口394人，人口密度13.2人/平方公里（2001年）。